# Eliseu Visconti

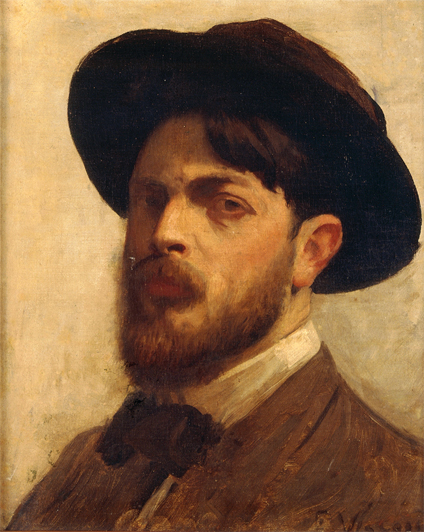
Autorretrato de 1910.

Eliseu Visconti, nacido Eliseo D'Angelo (Giffoni Valle Piana, 30 de julio de 1866 - Río de Janeiro, 15 de octubre de 1944) fue un pintor y diseñador brasileño nacido en Italia. Se le considera uno de los pocos pintores impresionistas de Brasil.

## Biografía
Muy joven, Eliseo D'Angelo llega al Brasil con su familia en 1873. Antes de dedicarse a la pintura deseó ser músico, estudiando teoría, solfeo y violín. En 1884, sin embargo, se matricula en el Liceo Imperial de Artes y Oficios. Más tarde viajará a París a perfeccionar sus estudios. En este lugar sentirá el influjo del impresionismo y el Art Nouveau. Se le reconoce, efectivamente, como el iniciador del impresionismo en la pintura brasileña. 
A su retorno a Brasil, su estilo será desautorizado e incomprendido por el conservadurismo y el ambiente doméstico y mesurado imperantes, por entonces, en Río. 
No obstante esta reticencia primera, es notoria la influencia que ostenta tanto su obra como su incursión docente en la Escuela Nacional de Bellas Artes, donde instruye y determina la raíz pictórica de gran parte de las nuevas generaciones. 
Su primera exposición individual la realiza en 1901. En tal oportunidad presenta 88 obras, 28 de las cuales son de arte decorativa: estudios de vitrales, estofos en seda, cerámica, diseños para capas de libros, esmalte, paños recortados, marquetería, papeles pintados, etcétera. Es comentado entre artículos de la época la poca recepción que tuvo dicha exposición, que, pese a ser una de las más significativas y completas que se han mostrado al público, contó, dada las características particulares del momento, con una profunda incomprensión. 

Visconti pintando el telón del Teatro Municipal.

En 1902 Visconti retorna a París, donde es invitado por Pereira Passos para pintar el cielo raso y el telón de boca del Teatro Municipal de Río de Janeiro, que entonces se construía. De esta manera comienza el pintor un trabajo que le demandará varios años. Una vez finalizada, en 1907, es exhibida en su taller para el entonces presidente Rodrigues Alves. En aquel momento la obra es ampliamente celebrada. Con un universo de más de doscientas representaciones, si bien es objeto de un entusiasmo inicial, una vez mostrada en Río de Janeiro la obra es material de fuertes críticas. Se impugnaba que el argumento temático correspondía a una designación, a un arbitrio que no consideró necesariamente la opinión del artista, y que este, forzado a construir una trama nueva y original, se limitó a pintar extravagancias y asuntos en los que se sugieren, de modo artificial, ciertos tintes de
su propia personalidad. 
No obstante el tiempo que este trabajo demanda al artista, continúa, sin pausa, pintando cuadros de caballete. Así, en la Exposición Internacional de 1905, presenta dos retratos, uno de los cuales corresponde al de la escultora Nicolina de Assis, que constituye una de las obras capitales del género en el Brasil de comienzos del siglo XX. Por su parte, en 1906 expone en el Salón de Paris la obra Maternidad, que es considerada una de las piezas más finas y admirables del artista. 

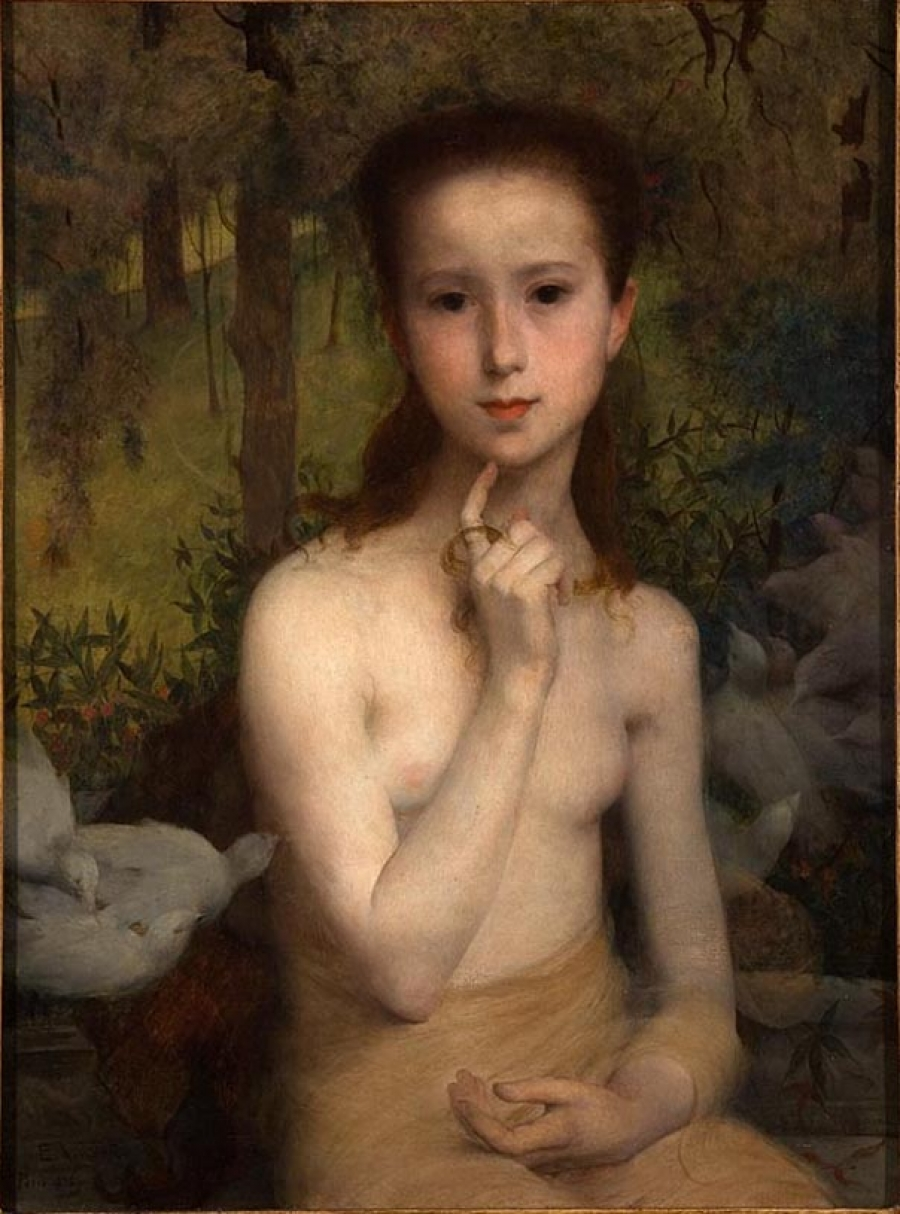
Gioventù, una de las obras más conocidas de Visconti.

En el año 1913, fruto de sus méritos, recibe un nuevo encargo oficial, encomendándosele en esta oportunidad pintar el “foyer” del Teatro Municipal de Río. Tal misión le instala otra vez en París. Aquí da inicio a su trabajo en una gran factoría de la Rue Didot. Un bombardeo de la ciudad por los alemanes y la inesperada declaración de la Primera Guerra Mundial, sorprenden a Visconti, quien se ve forzado a mudarse dos veces de taller, transportándose sucesivamente a Saint-Hubert y Du Main. Esto, sin embargo, de ningún modo desalienta al pintor, quien concluye las decoraciones en pleno conflicto. Efectúa un cuarto viaje a Italia y regresa a su país en el auge de la campaña submarina de Guillermo II. 
Los años que van desde 1913 a 1916, no son de exclusivo desarrollo de las pinturas del Municipal, pues aquí surgen también los paisajes impresionistas de Saint-Hubert, altamente valorados y considerados como uno de los puntos cardinales de la producción pictórica del autor en lo que se refiere al desarrollo que experimenta en este género. Ya desde 1918 el trabajo de Visconti varía constantemente entre la pintura decorativa y la de caballete, sin abandonar las labores que realiza en torno a las artes aplicadas. 
En el primer periodo de 1930, debido a una reforma suscitada al interior del Teatro Municipal de Río, Visconti es solicitado, una vez más, para ejecutar trabajos en sus dependencias. 
La labor creativa del pintor no se detendrá con el paso de los años. Entre 1934 y 1936 realiza la pintura de un friso sobre un proscenio. La última obra que expone durante su existencia será Tres Marías, exhibida en el Salón de 1944.
Aquel mismo año, Visconti, que para entonces ya cuenta con 77 años de edad, sufre un accidente en su taller de la avenida Mem de Sá, en Río. Los sucesos de tal episodio aún son oscuros. Federico Barata, quien ha estudiado la obra del artista, ha llegado a especular respecto de dichos acontecimientos, argumentando que se trataría de un "accidente o un crimen de que fue víctima en su taller". Al cabo de dos meses de lastimosa agonía, el pintor se reanima por unas pocas semanas, momento que aprovecha para retomar de alguna forma su labor pictórica. Este furor inicial, sin embargo, pronto se verá menguado. Fallece el día 15 de octubre de 1944.